# 阿妮莎·凱法伊
阿妮莎·凱法伊（1991年8月29日—）是一名阿爾及利亞擊劍運動員，曾代表國家參加2012年倫敦奧運的女子個人花劍比賽，並未獲得獎牌。